# IC 693
IC 693 је спирална галаксија у сазвјежђу Лав која се налази на листи објеката дубоког неба у Индекс каталогу.
Деклинација објекта је - 5° 0' 16" а ректасцензија 11h 26m 48,6s. Привидна величина (магнитуда) објекта IC 693 износи 14,8 а фотографска магнитуда 15,6. IC 693 је још познат и под ознакама MCG -1-29-22, IRAS 11242-0443, PGC 35208.